# Neohaltichella nitigastra
Neohaltichella nitigastra är en stekelart som beskrevs av T.C. Narendran 1989. Neohaltichella nitigastra ingår i släktet Neohaltichella och familjen bredlårsteklar.
Artens utbredningsområde är Filippinerna. Inga underarter finns listade i Catalogue of Life.